# Храм Белого Лотоса
Храм Белый Лотос (укр. Храм Білого Лотоса) — крупнейшая и единственная буддийская святыня в Европе, расположен на спуске Франко, 4 в городе Черкассы Черкасской области Украины.

## История
Храм заложили еще в 1988 году, окончание строительства завершилось в 1990 году, став первым буддийским храмом в Украине. Архитектором храма стал Владимир Скубарев, который до этого был паломником лаоской школы кунг-фу «Ша-Фут-Шань» и провел многие годы в изучении буддийской философии и восточной архитектуры. Владимир Скубарев путешествия по Тибету, Лаосу и другим азиатским странам вдохновили его на создание уникального храма, который сочетает в себе элементы традиционной буддийской архитектуры и современные конструктивные решения. Построили святыню без применения любой техники: усилиями самих учащихся школы и членов общины.

## Что посмотреть в храме
- Алтарная стена с Буддой в центре — во дворе храма.
- Двух каменных воинов, привезенных из Лаоса, возраст которых около 7000 лет[источник не указан 162 дня].
- Водопад и священный источник в форме спирали.
- Белую ступу, которая является символом женской энергии, Вселенной и земных стихий. Внутри — четыре Будды, которые смотрят на четыре стороны света. Ступа разделена на ступени, которые символизируют этапы совершенствования человека. Расположена сразу при входе в святыню.
- Черную ступу — символ мужской энергии. Под ней есть пирамидальная комната с камнем космического происхождения Бен-Бен, вершина которого направлена вниз.
- Старинный 300-летний колокол, который находится на вершине храма.
- Пять зеленых молитвенных барабанов. Таков цвет сердечной чакры. Над барабанами — список пяти основных религий: христианство, ислам, индуизм, буддизм, иудаизм, как символ того, что каждый человек сам выбирает путь к Богу. Барабаны расположены напротив ступы.

## Легенда храма
По легенде, во время закладки фундамента храма был найден камень, на котором было изображение Будды с маской воина.